# El deseo (película de 1944)
El deseo es una película argentina en blanco y negro dirigida por Carlos Schlieper sobre un guion de Alejandro Verbitsky y Emilio Villalba Welsh según la novela El primo Basilio, de Eça de Queiroz, que se estrenó el 27 de septiembre de 1944 y que tuvo como protagonistas a Elsa O'Connor, Aída Luz, Roberto Airaldi, Santiago Gómez Cou, Homero Cárpena y Delfy de Ortega.

## Reparto
Participaron del filme los siguientes intérpretes:
- Elsa O'Connor como Juliana.
- Aída Luz como Luisa.
- Santiago Gómez Cou como Basilio.
- Roberto Airaldi como Jorge.
- Pilar Gómez como Sra. Gumarcinda, la amiga de Juliana.
- Homero Cárpena como Ernesto.
- Darío Cossier como Reinaldo.
- César Fiaschi como el Dr. Lagos, el Señor juez.
- Francisco López Silva como Don Sebastián.
- Edna Norrell como 'Leopoldina, Amiga de Luisa .
- Iris Portillo como Flora, la cocinera.
- Delfy de Ortega como la Cancionista.
- Susana Campos
- Darío Cossier como Reinaldo.
- Joaquín Petrosino como  el Maquinista.
- Eliana Vastal como amiga 1.
- Norah Gilver como amiga 2.
- Ivonne Hiber como La Martinique.

## Críticas
Para quien fuera su compañera, Nélida Romero, «la película es la mejor de Schlieper, aunque tal vez las interpretaciones se encuentren envejecidas. Elsa O'Connor lo fascinaba aunque no podía entenderla. La respetaba mucho pero tendía a bromear diciendo "aquí llega Elsa dispuesta a comerse los decorados".» Por su parte el crítico Abel Posadas escribió: «La historia de un aparente triángulo -el primo Basilio del título de la novela-, más un matrimonio un poco aburrido, personajes a cargo de Santiago Gómez Cou, Aída Luz y Roberto Airaldi, no consiguió la ambigüedad necesaria. Lo curioso es que tanto Luz como Gómez Cou poseían la liviandad requerida como para que Schlieper organizará otra puesta en escena. Dentro del cine de estudios El deseo merece ser revisado para saber hasta qué punto el director se propuso un camino experimental en la utilización de los encuadres y de la luz».
«Los elementos básicos del libro se encuentran en el guion: inaugurando o prosiguiendo la siniestra galería de amas de llaves, institutrices, impostoras, Elsa O’Connor se enfrenta, en un juego de poder, con Aída Luz y su posible amante, Santiago Gómez Cou, el actual marido, Roberto Airaldi. Que lo que narraba le interesaba mucho menos que divertirse con hallazgos formales está muy claro en el film. Los cuidadosos encuadres y el claroscuro de la fotografía, un trabajo de primer agua del escenógrafo Juan Manuel Concado que recrea un ambiente finisecular, terminan por quitarle relieve a la historia. Es que, sin duda, Schlieper no quería decir nada, porque nada tenía que decir.»
La crónica del diario La Nación dijo que «El deseo sostiene con creciente interés la atracción de su drama, en un clima de amarga pesadumbre que algo alivian ligeras notas amables (…) Nivel artístico indiscutible y equilibrado realismo». Por su parte Manrupe y Portela dan esta opinión: «»Una carta comprometedora, flash backs y techos bajos a lo Welles, influencia de Hitchcock y dirección de arte cuidadosa para este film de encargo, lento, aburrido y con otra ama de llaves perversa. El final tiene un clima extraordinario». Calki, en El Mundo, escribió: «La sirvienta, transformado en una especie de ama de llaves de Rebeca, a ratos con perfiles karloffianos, acosa a la pobre mujer (…) Más de un valioso hallazgo de plasticidad se encuentra a lo largo del film, que compensa así muchos momentos lánguido, y faltos de vigor del argumento».

## Premios
La adaptación recibió el Cóndor de Plata y diploma de honor de la Academia de las Artes y Ciencias Cinematográficas de la Argentina en 1944. Por su parte Elsa O’Connor ganó la recompensa a la mejor actriz de reparto de la Asociación de Cronistas Cinematográficos de la Argentina.